# Tecno Mobile
Tecno Mobile ou simplement Tecno est une entreprise chinoise spécialisée dans la fabrication de téléphones Mobiles et d’appareils électroniques,. Fondée en 2006, elle est une filiale de Transsion Holdings, un groupe basé à Shenzhen. Tecno s’est imposée comme l’une des principales marques de smartphones sur les marchés émergents, notamment en Afrique, en Asie du Sud et au Moyen-Orient.

## Historique
Tecno Mobile a été créée en 2006 par George Zhu (en), dans le but de concevoir des téléphones adaptés aux besoins des marchés en développement. En 2008, l’entreprise prend une orientation stratégique majeure en se concentrant exclusivement sur le marché africain. Ce positionnement ciblé lui permet de répondre aux attentes spécifiques des consommateurs locaux, notamment en matière de prix, de double SIM et d’autonomie.
Au fil des années, Tecno élargit son empreinte internationale, notamment en Inde à partir de 2016, puis en Asie du Sud, au Moyen-Orient et plus récemment en Amérique latine,. La marque continue d’évoluer en s’appuyant sur l’innovation technologique, des partenariats stratégiques et une compréhension fine des marchés qu’elle dessert,.

## Produits
Tecno Mobile rassemble ses appareils cellulaires dans les différentes gammes (séries) dont :
- Tecno Spark[8]
- Tecno Phantom [9]
- Tecno Camon[8]
- Tecno Pop [8]

## Voir Aussi